# Tsarabanjina
Tsarabanjina (en malgache: Nosy Tsarabanjina; en francés: L'île tsarabanjina) es una pequeña isla frente a la costa noroeste del país africano de Madagascar en el archipiélago Mitsio.
Se hizo conocida internacionalmente en 1994 cuando la BBC realizó un programa de televisión tipo reality. Desde entonces la isla ha sido tomada por un hotel. Administrativamente pertenece a la región de Diana, en la provincia de Antsiranana.